# Кононенко, Олег Дмитриевич
Оле́г Дми́триевич Кононе́нко (род. 21 июня 1964, Чарджоу, Туркменская ССР) — российский космонавт, Герой Российской Федерации (2009), Герой Туркменистана (2019). Полный кавалер ордена «За заслуги перед Отечеством».
Инструктор-космонавт-испытатель 1-го класса, 473-й космонавт мира, 102-й космонавт Российской Федерации. Работает в должности инструктора-космонавта-испытателя Государственной корпорации по космической деятельности «Роскосмос», заместителя начальника ФГБУ «Научно-исследовательский испытательный центр подготовки космонавтов имени Ю. А. Гагарина» и командира отряда космонавтов.
4 февраля 2024 года превзошел рекорд Геннадия Падалки по суммарному времени пребывания в космосе. 5 июня 2024 года стал единственным человеком в мире, чьё суммарное пребывание в космосе превысило 1 000 суток, там же космонавт отметил свое 60-летие. 23 сентября 2024 года Олег Кононенко вернулся на Землю, установив рекорд по суммарной продолжительности нахождения человека в космосе — 1110 дней 14 часов и 57 минут

## Биография

### Ранние годы и работа конструктором
Родился 21 июня 1964 года в городе Чарджоу (современное название Туркменабад), Туркменская ССР. В 1988 году Олег окончил Харьковский авиационный институт имени Н. Е. Жуковского по специальности «двигатели летательных аппаратов». После окончания института работал в Центральном специализированном конструкторском бюро (ЦСКБ) в Куйбышеве (Самаре). Прошёл путь от инженера до ведущего инженера-конструктора. Занимался проектированием электрических систем космических кораблей.

### Космическая деятельность

#### Подготовка
29 марта 1996 года Олег Кононенко был принят кандидатом в отряд космонавтов РКК «Энергия». С июня 1996 по март 1998 года он проходил курс космической подготовки в Центре подготовки космонавтов имени Ю. А. Гагарина. После сдачи экзаменов, 20 марта 1998 года, Кононенко была присвоена квалификация «космонавт-испытатель», и он был зачислен в отряд космонавтов на должность космонавта-испытателя.
С октября 1998 года проходил подготовку в группе космонавтов, отобранных для работы на Международной космической станции. В январе 1999 года был переведён в группу космонавтов Ракетно-космической корпорации «Энергия».
С 17 декабря 2001 года по 25 апреля 2002 года Кононенко проходил подготовку в качестве дублёра для полёта на корабле «Союз ТМ-34». С марта 2002 года Кононенко проходил подготовку в качестве бортинженера космического корабля «Союз ТМА-4» и бортинженера девятой долговременной экспедиции МКС. В состав 9-й долговременной экспедиции также входили Геннадий Падалка (командир) и астронавт США Майкл Финк. После катастрофы шаттла «Колумбия» 1 февраля 2003 года было принято решение о сокращении экипажа долговременной экспедиции МКС с трёх до двух членов. В космос отправились только Падалка и Финк.
С марта 2004 года по март 2006 года Кононенко проходил подготовку в группе космонавтов, отобранных к полёту на МКС.

#### Первый полёт
В мае 2006 года Кононенко был назначен бортинженером корабля «Союз ТМА-12» и 17-й долговременной экспедиции МКС. 13 февраля 2007 НАСА утвердило Кононенко в качестве бортинженера корабля «Союз ТМА-12» и экспедиции МКС-17.
6 ноября 2007 года комиссия Роскосмоса утвердила Кононенко для полёта на корабле «Союз ТМА-12» и МКС-17.
Космический корабль «Союз ТМА-12» стартовал 8 апреля 2008 года. В состав экипажа входили командир корабля и 17-й основной экспедиции Сергей Волков и космонавт-исследователь Ли Со Ён. 10 апреля корабль «Союз ТМА-12» пристыковался к Международной космической станции.
Во время полёта совершил два выхода в открытый космос. 10—11 июля 2008 года был произведён шестичасовой выход в космос Сергея Волкова и Олега Кононенко (ВКД-20а, ISS EVA-20a), во время которого был осмотрен и демонтирован пироболт 8Х55 одного из пяти пирозамков (11Ф732 0101-0А1) спускаемого аппарата Союза ТМА-12. Данный пирозамок участвует в отстыковке спускаемого аппарата от приборно-агрегатного отсека, и, предположительно, из-за его сбоя произошли баллистические спуски предыдущих двух миссий ТМА-10 и ТМА-11 в 2007—2008 годах.
24 октября 2008 года корабль «Союз ТМА-12» отстыковался от МКС. Спускаемый аппарат корабля совершил посадку на территории Казахстана, в 89 км севернее г. Аркалык. Особенностью 17-й экспедиции на МКС стало то, что оба российских космонавта в её составе были новичками в космосе. Ранее такое было только в 1960—1970-х годах и в 1994 году.
Продолжительность полёта составила 198 суток 16 часов 20 минут 11 секунд.
Государственная комиссия по проведению лётных испытаний пилотируемых космических комплексов утвердила Олега Кононенко командиром дублирующего экипажа ПКК «Союз ТМА-02М», который стартовал 8 июня 2011 года. В число дублёров также вошли Доналд Петтит (НАСА) и Андре Кёйперс (ЕКА).

#### Второй полёт
Стартовал 21 декабря 2011 года вместе с Андре Кёйперсом и Доналдом Петтитом в качестве командира корабля «Союз ТМА-03М». На МКС был бортинженером 30-й и командиром 31-й основной экспедиции. Совершил 1 выход в открытый космос продолжительностью 6 часов 15 минут. Приземление 1 июля 2012 года на том же корабле с тем же экипажем, продолжительность полёта составила 192 суток 18 часов 58 минут 37 секунд.

#### Третий полёт
Стартовал 23 июля 2015 года в качестве командира корабля «Союз ТМА-17М» вместе с Кимия Юи и Челлом Линдгреном. Через 5 часов 42 минуты после старта корабль успешно пристыковался к малому исследовательскому модулю «Рассвет» (МИМ1) российского сегмента МКС.
11 декабря 2015 года «Союз ТМА-17М» отстыковался от МКС, в тот же день в 16:12 по московскому времени ТПК «Союз ТМА-17М» совершил посадку в 132 км северо-восточнее города Жезказган. Продолжительность полёта составила 141 сут 16 ч 09 мин 29 с.

#### Четвёртый полёт
30 ноября 2017 года решением Межведомственной комиссии утвержден в качестве командира дублирующего экипажа корабля «Союз МС-09» и командира основного экипажа корабля «Союз МС-11».
Стартовал 3 декабря 2018 года в качестве командира корабля «Союз МС-11» вместе с Давидом Сен-Жаком и Энн Макклейн. В 20:33 (мск) 3 декабря ТПК «Союз МС-11» успешно пристыковался к стыковочному узлу малого исследовательского модуля «Поиск» (МИМ2) российского сегмента МКС.
11 декабря 2018 года совершил выход в открытый космос для обследования обшивки корабля Союз МС-09, продолжительность выхода — 7 часов 45 минут.
29 мая 2019 года вместе с космонавтом Алексеем Овчининым провели работы в открытом космосе продолжительностью 6 часов 01 минута. Космонавты установили поручень для перехода между малым исследовательским модулем «Поиск» и функционально-грузовым блоком «Заря», сняли с модуля «Поиск» аппаратуру эксперимента «Тест» по исследованию влияния факторов космических полётов и живущих на поверхности бактерий на микроразрушение оболочки станции.
25 июня 2019 года экипаж корабля «Союз МС-09» в спускаемом аппарате успешно приземлился близ города Жезказган.

#### Пятый полёт
Проходил подготовку в качестве командира основного экипажа транспортного космического корабля «Союз МС-23», космических экспедиций МКС-68/МКС-69. В связи с аварией 15 декабря 2022 года в системе терморегулирования ТПК «Союз МС-22», запуск ТПК «Союз МС-23» был произведён 24 февраля 2023 года в беспилотном варианте, его основной экипаж был назначен для полёта на ТПК «Союз МС-24».
15 сентября 2023 года в 15:44:35.417 UTC (18:44:35 мск) ТПК «Союз МС-24» был запущен с космодрома Байконур с экипажем в составе: командира Олега Кононенко, бортинженеров Николая Чуба и астронавта НАСА Лорал О’Хара. Полёт корабля до МКС проходил по двухвитковой схеме. Корабль пристыковался к модулю «Рассвет» 15 сентября 2023 года в 18:53:33 UTC (21:53:33 мск).
25—26 октября совершил вместе с космонавтом Н. Чубом выход в открытый космос продолжительностью более 7 часов, в ходе которого космонавты отключили гидравлические контуры дополнительного радиационного теплообменника модуля «Наука», в том числе негерметичный, из которого произошла утечка теплоносителя, установили и подключили радиолокатор на модуле «Наука» для проведения эксперимента «Напор-миниРСА», а также запустили студенческий наноспутник «Парус-МГТУ».
4 февраля 2024 года в 11:30:08 (мск) Олег Кононенко стал мировым рекордсменом по суммарной длительности космических полётов. Он превысил достижение соотечественника Геннадия Падалки, который за пять космических полётов набрал в сумме 878 суток 11 часов 29 минут 48 секунд.
25 апреля 2024 года совершил вместе с космонавтом Николаем Чубом выход в открытый космос продолжительностью более 4 часов, в ходе которого космонавты перенесли адаптер со служебного модуля «Звезда» на модуль «Поиск». Затем на модуле «Поиск» установили и подключили научную аппаратуру «Кварц» на адаптере и научную аппаратуру «ТКК-КМ» на платформе с адаптерами. Также на модуле «Наука» космонавты дораскрыли вторую панель малогабаритного радиолокатора, предназначенного для наблюдения Земли в рамках эксперимента «Напор-миниРСА», демонтировали один из двух контейнеров научного оборудования «Биориск-МСН», взяли пробы-мазки с поверхности модуля «Наука» в интересах эксперимента «Тест».
Запланированная продолжительность полёта российских космонавтов — 375 суток. Намечаются четыре выхода в открытый космос по российской программе, экипаж за время полёта должен принять четыре грузовых корабля «Прогресс МС» и провести свыше 60 научно-прикладных исследований. Возвращение на Землю планируется на ТПК «Союз МС-25» осенью 2024 года. По завершении пятой экспедиции 23 сентября 2024 года Кононенко больше всех среди землян суммарно пробыл в космосе — 1 110 суток.
Статистика полётов
| #               | Корабль, Миссия          | Старт, UTC           | Корабль посадки | Посадка, UTC         | Налёт                    | ВКД: время (количество) |
| --------------- | ------------------------ | -------------------- | --------------- | -------------------- | ------------------------ | ----------------------- |
| 1               | Союз ТМА-12, МКС-17      | 08.04.2008, 11:16:39 | Союз ТМА-12     | 24.10.2008, 03:36:50 | 198дн. 16час. 20мин.     | 12 час. 12 мин. (2)     |
| 2               | Союз ТМА-03М, МКС-30/31  | 21.12.2011, 13:16:14 | Союз ТМА-03М    | 01.07.2012, 08:14:41 | 192дн. 18час. 58мин.     | 6 час. 15 мин. (1)      |
| 3               | Союз ТМА-17М, МКС-44/45  | 22.07.2015, 21:02:45 | Союз ТМА-17М    | 11.12.2015, 13:12:30 | 141дн. 16час. 10мин.     | — (0)                   |
| 4               | Союз МС-11, МКС-57/58/59 | 03.12.2018, 11:31:53 | Союз МС-11      | 25.06.2019, 02:47:42 | 203дн. 15час. 16мин.     | 13 час. 46 мин. (2)     |
| 5               | Союз МС-24, МКС-69/70/71 | 15.09.2023, 15:44:35 | Союз МС-25      | 23.09.2024, 11:58:57 | 373дн. 20час. 14мин.     | 12 час. 17 мин. (2)     |
| Суммарный налёт | Суммарный налёт          | Суммарный налёт      | Суммарный налёт | Суммарный налёт      | 1110 дн. 14 час. 58 мин. | 44 час. 30 мин. (7)     |

### Комментарии
1. ↑  ВКД — Внекорабельная деятельность или выход в открытый космос

#### Работа в ЦПК и в отряде космонавтов
В октябре 2013 года назначен на должность заместителя начальника отряда космонавтов по научно-исследовательской и испытательной работе.
В ноябре 2016 года назначен на должность инструктора-космонавта-испытателя — командира отряда космонавтов. По состоянию на 2022 год одновременно является и заместителем начальника Центра подготовки космонавтов по подготовке космонавтов.

### Семья
Олег Кононенко женат. В семье двое детей-двойняшек, дочь Алиса и сын Андрей.
Из увлечений спортивные игры и чтение книг. Радиолюбительский позывной — RN3DX.

## Награды и звания
- за мужество и героизм в ходе космического полёта Указом Президента Российской Федерации Д. А. Медведева от 5 февраля 2009 года О. Д. Кононенко присвоено звание Героя Российской Федерации;
- орден «За заслуги перед Отечеством» I степени (10 марта 2025) — за большой вклад в развитие пилотируемой космонавтики и мужество, проявленное при осуществлении длительного космического полёта на Международной космической станции[26];
- орден «За заслуги перед Отечеством» II степени (21 августа 2020) — за большой вклад в развитие пилотируемой космонавтики, за мужество и высокий профессионализм, проявленные при исследовании, освоении и использовании космического пространства[27];
- орден «За заслуги перед Отечеством» III степени (26 января 2017) — за мужество и высокий профессионализм, проявленные при осуществлении длительного космического полёта на Международной космической станции[28];
- орден «За заслуги перед Отечеством» IV степени (25 марта 2014) — за достигнутые трудовые успехи, значительный вклад в социально-экономическое развитие Российской Федерации, заслуги в освоении космоса, гуманитарной сфере, укреплении законности и правопорядка, многолетнюю добросовестную работу, активную законотворческую и общественную деятельность[29];
- медаль «За заслуги в освоении космоса» (12 апреля 2011) — за большие заслуги в области исследования, освоения и использования космического пространства, многолетнюю добросовестную работу, активную общественную деятельность[30];
- почётное звание «Лётчик-космонавт Российской Федерации» (2009);
- лауреат премии Правительства Российской Федерации имени Ю. А. Гагарина в области космической деятельности (2021)[31];
- знаки Федерального космического агентства России: «Циолковского» (2015), «Королёва» (2008), «Гагарина» (2006) и «За содействие космической деятельности» (2012)[32];
- знак отличия «За верность космосу» (ГК «Роскосмос», 2019)[33];
- знак К. Э. Циолковского (ГК «Роскосмос», 28 октября 2024 года) — за успешное выполнение программ полёта в составе экспедиций МКС 70 и МКС 71[34];
- медаль «За содружество во имя спасения» (МЧС России, 18 февраля 2025 года) — за вклад в борьбу с опасными природными явлениями[35][36];
- медаль «За пропаганду спасательного дела» (МЧС России, 13 марта 2024 года) — за достигнутые значимые результаты в проведении космического эксперимента «Сценарий», а также многолетнее сотрудничество в создании, развитии и обеспечении успешного функционирования единой государственной системы предупреждения и ликвидации чрезвычайных ситуаций[37][38];
- знак «Почетный работник прокуратуры Российской Федерации» (15 января 2020);
- знак «За заслуги перед Московской областью» II степени (15 января 2021)[39];
- знак «За заслуги перед Самарской областью» (01 апреля 2016);
- знак «За труд во благо земли Самарской» (10 сентября 2019);
- медаль Алексея Леонова (Кемеровская область, 2015) — за три совершённых выхода в открытый космос[40];
- знак отличия Республики Саха (Якутия) «Гражданская доблесть» (18 ноября 2012);
- знак Республики Саха (Якутия) «За укрепление мира и дружбы народов» (22 июня 2016);
- знак Республики Саха (Якутия) «380 лет Якутия с Россией» (27 апреля 2012);
- знак отличия «За заслуги» первой степени городского округа Королев Московской области (9 декабря 2015);
- звание «Герой Туркменистана» с вручением золотой медали «Алтын Ай» (25 сентября 2019), высшая степень отличия Туркменистана присвоено учитывая большой личный вклад в укрепление дружественных отношений между Туркменистаном и Российской Федерацией, проявленный личный героизм и достигнутые успехи в освоении космического пространства в мирных целях, выдающиеся заслуги перед нашим государством и народом, высокое профессиональное мастерство, а также многолетний самоотверженный труд[41];
- орден «Звезда Президента» (награждён Указом президента Туркменистана от 16 февраля 2009 года в знак признания заслуг перед туркменским государством и народом страны, за личное мужество, высокий профессионализм и достижения при выполнении международной программы мирного освоения космоса[42];
- юбилейная медаль «25 лет Нейтралитета Туркменистана» (2020, Туркменистан);
- орден Оранских-Нассау (офицер, Нидерланды, 2016)[43];
- медаль НАСА «За выдающуюся общественную службу» (NASA Distinguished Public Service Medal, 2008, 2012, 2015, 2019);
- медаль НАСА «За космический полёт» (NASA Space Flight Medal, 2008, 2012, 2015, 2019);
- решением Совета депутатов города Гагарин Смоленской области от 24 февраля 2011 года № 26 за высокий профессионализм, глубокое чувство личной ответственности, умение правильно ориентироваться в сложной обстановке и принимать верные решения, за преданность своей Родине и продолжение звездного подвига Ю. А. Гагарина удостоен звания «Почётный гражданин города Гагарин»[44];
- почётный гражданин городского округа Королев Московской области (7 августа 2019);
- почётный гражданин Таттинского улуса Республики Саха (Якутия) (24 июня 2016).